# Herbes de Provence
Pour les articles homonymes, voir Herbe (homonymie) et Provence (homonymie).
Les herbes de Provence sont une sélection de plantes aromatiques traditionnelles de la cuisine provençale, sauvages, fraîches, ou séchées, originaires de Provence, ou des régions méditerranéennes.

## Histoire
Ce terme regroupe à l'origine une variété de plantes aromatiques sauvages provençales, dont le thym, le serpolet, la marjolaine, l'origan, le romarin, le basilic, le cerfeuil, l'estragon, la livèche, la sarriette, la sauge, le laurier-sauce et le fenouil,...

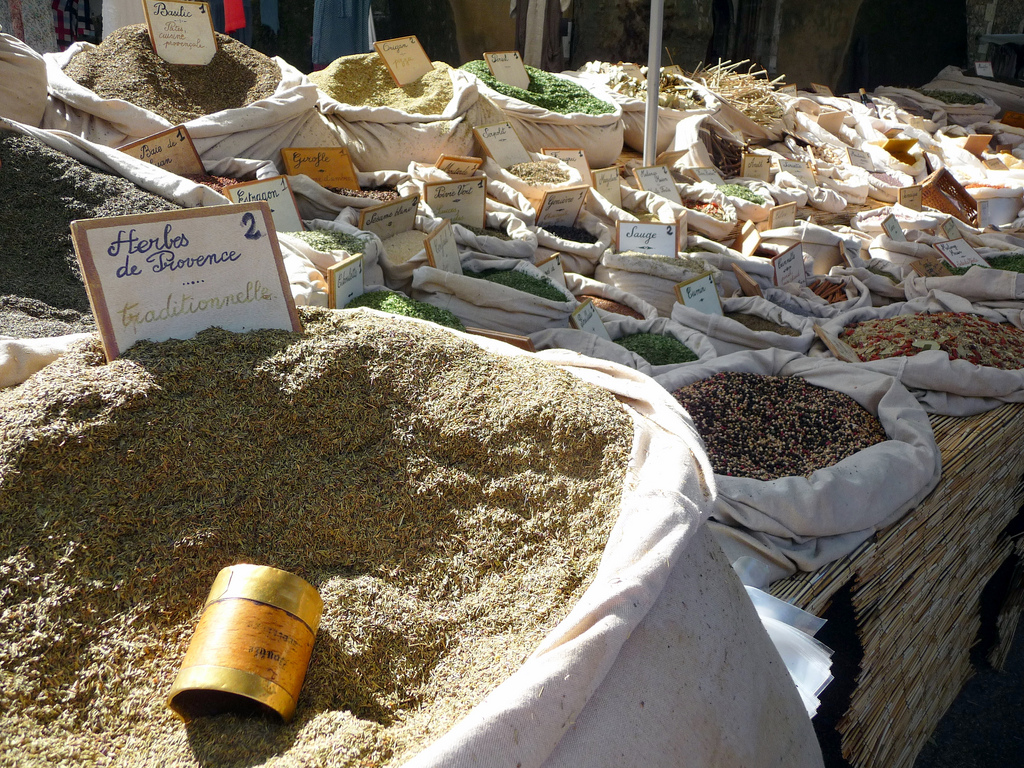
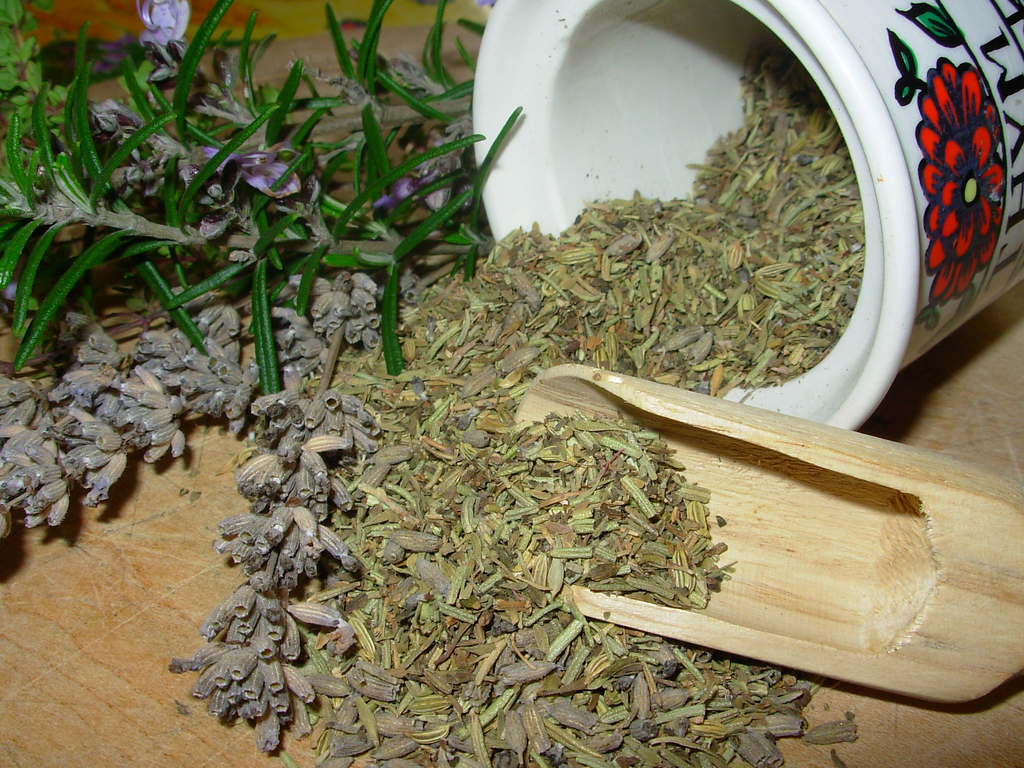
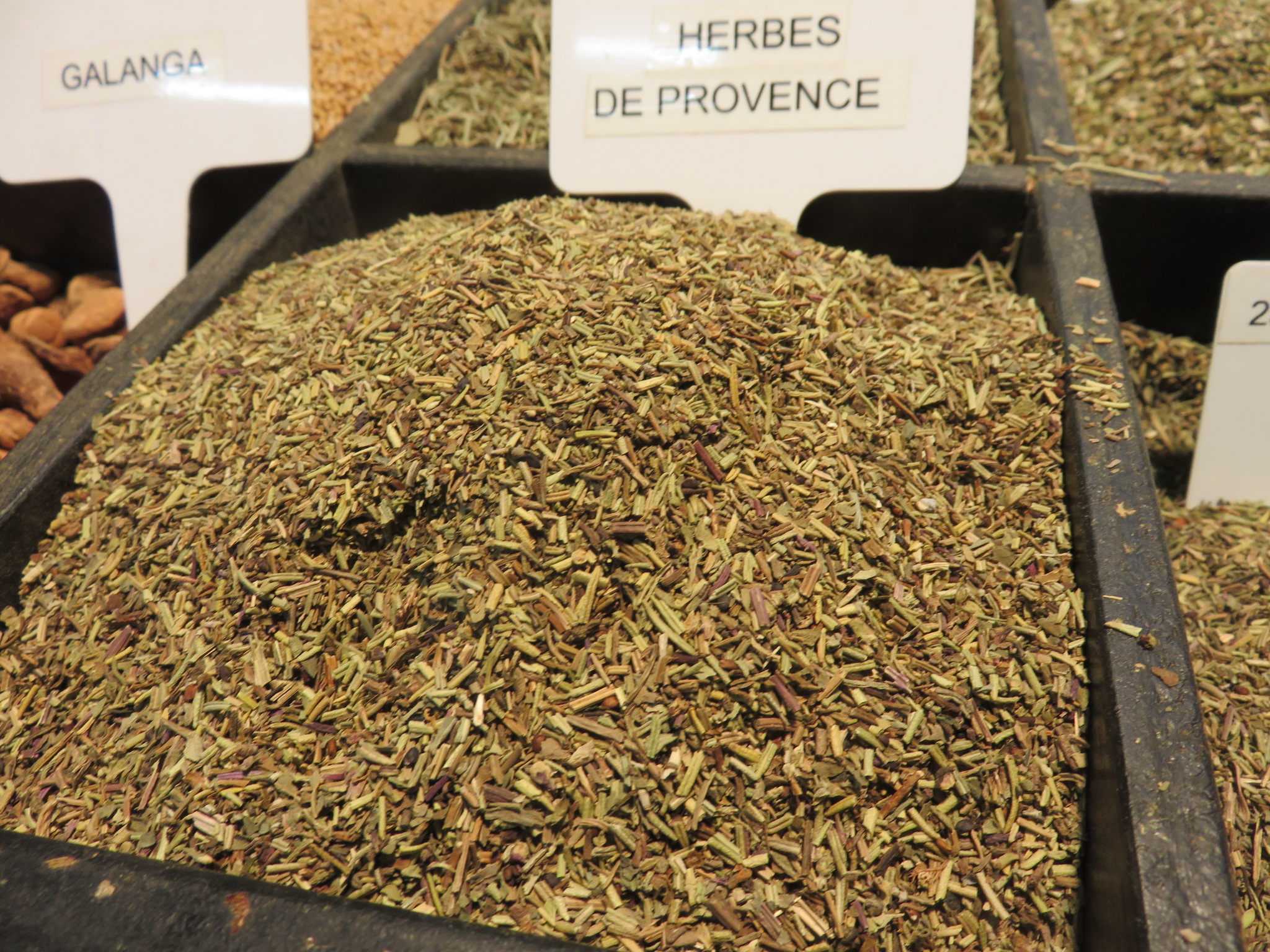

Une partie de ces plantes entre dans la composition du bouquet garni.

## Cueillette et production
Le terme commercial « herbes de Provence » est un terme générique de mélange d'herbes séchées. L'expression, qui n'est pas une appellation, a été créée avec un important succès par une entreprise agroalimentaire française dans les années 1960,,,. Ce mélange n'est donc pas protégé.

Quelques herbes de Provence
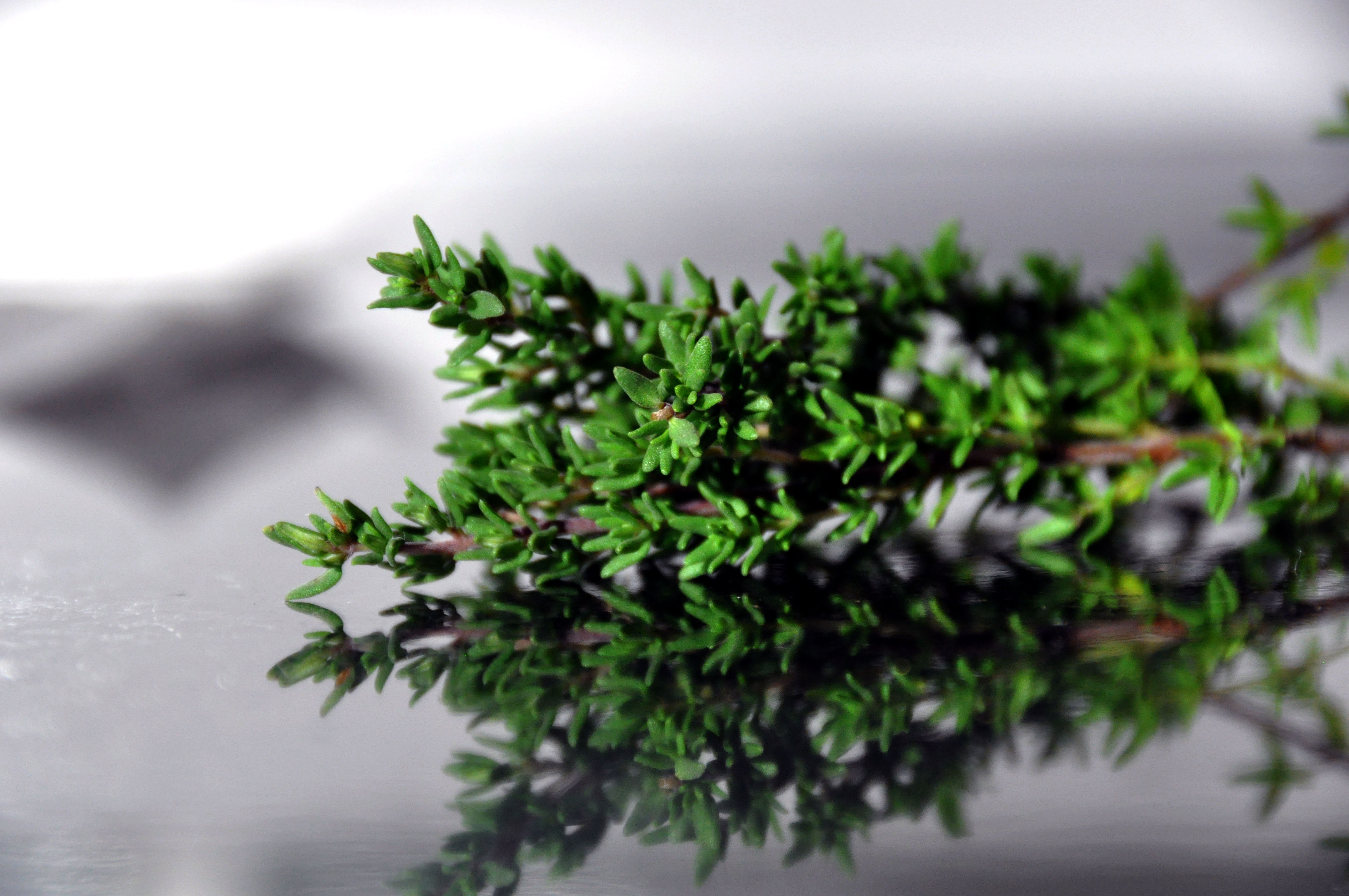
Thym
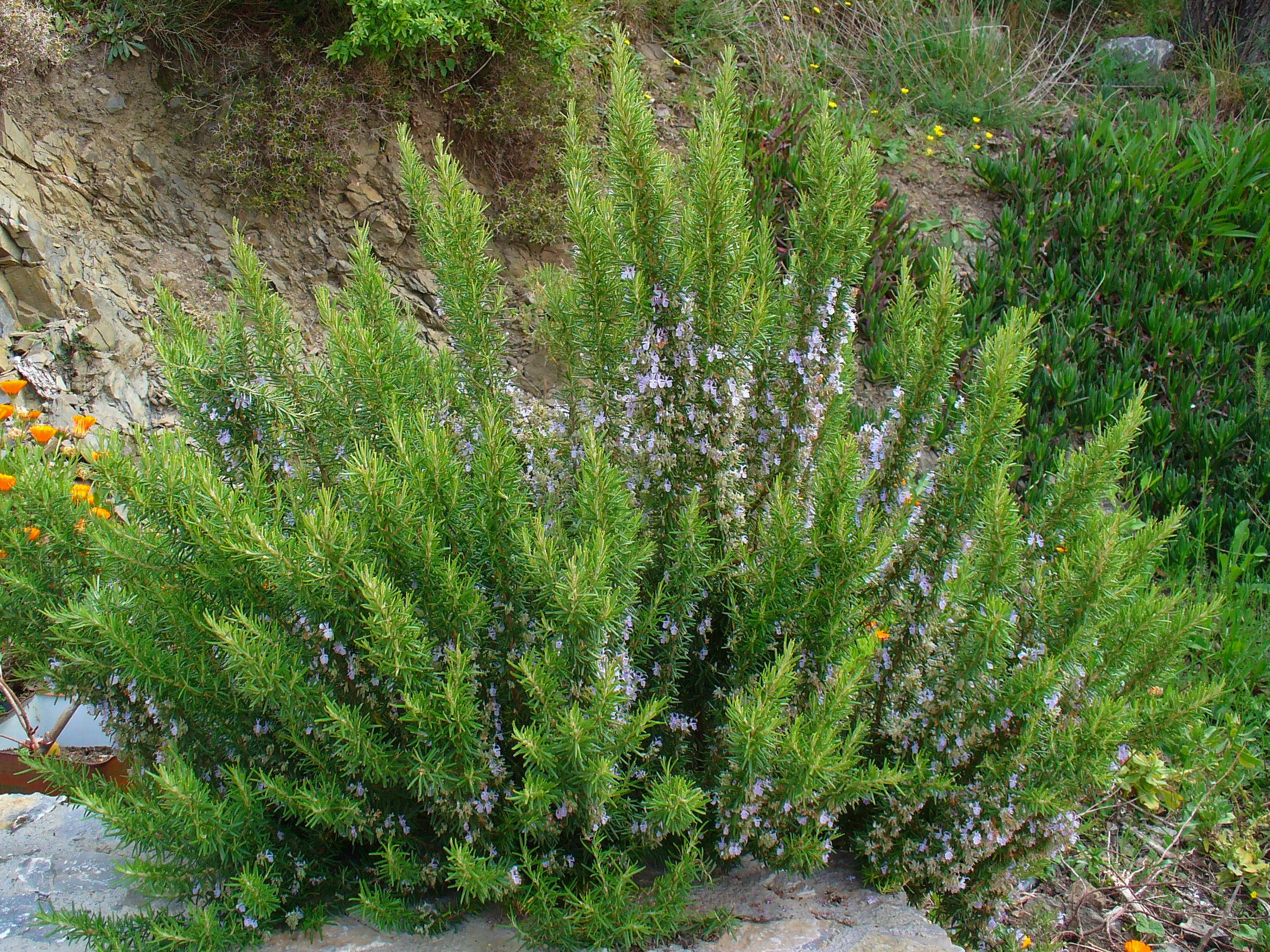
Romarin
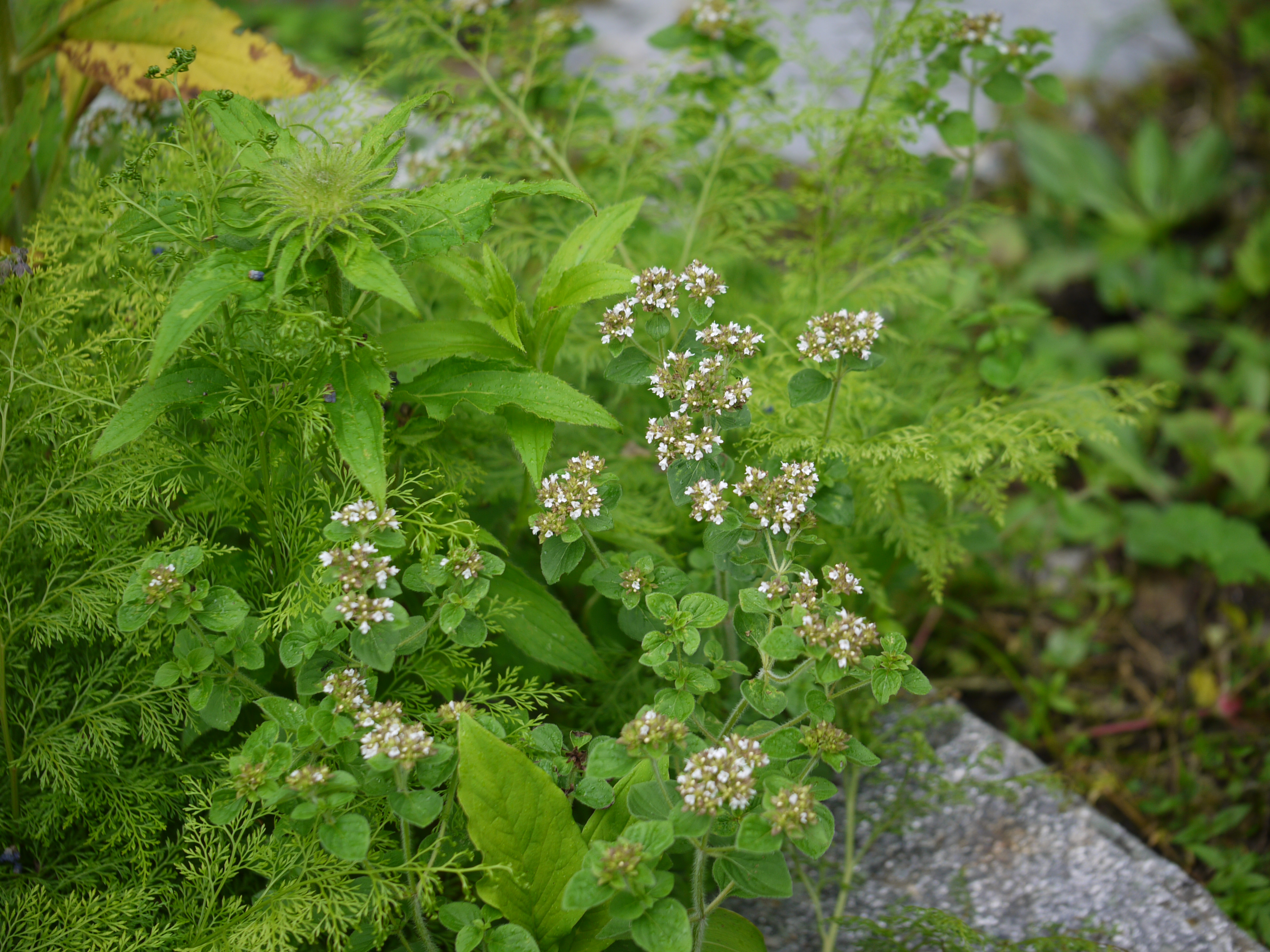
Origan
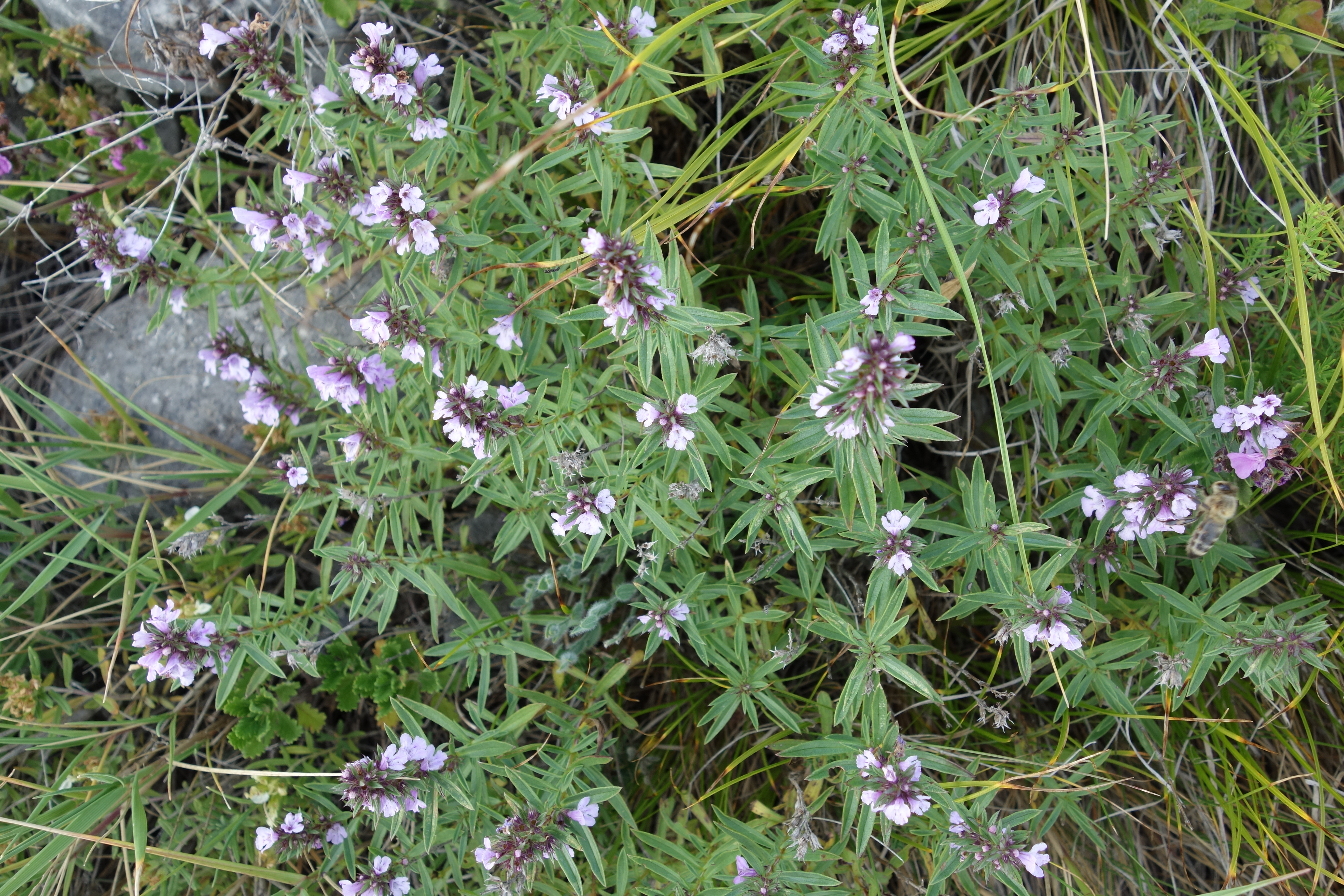
Sarriette
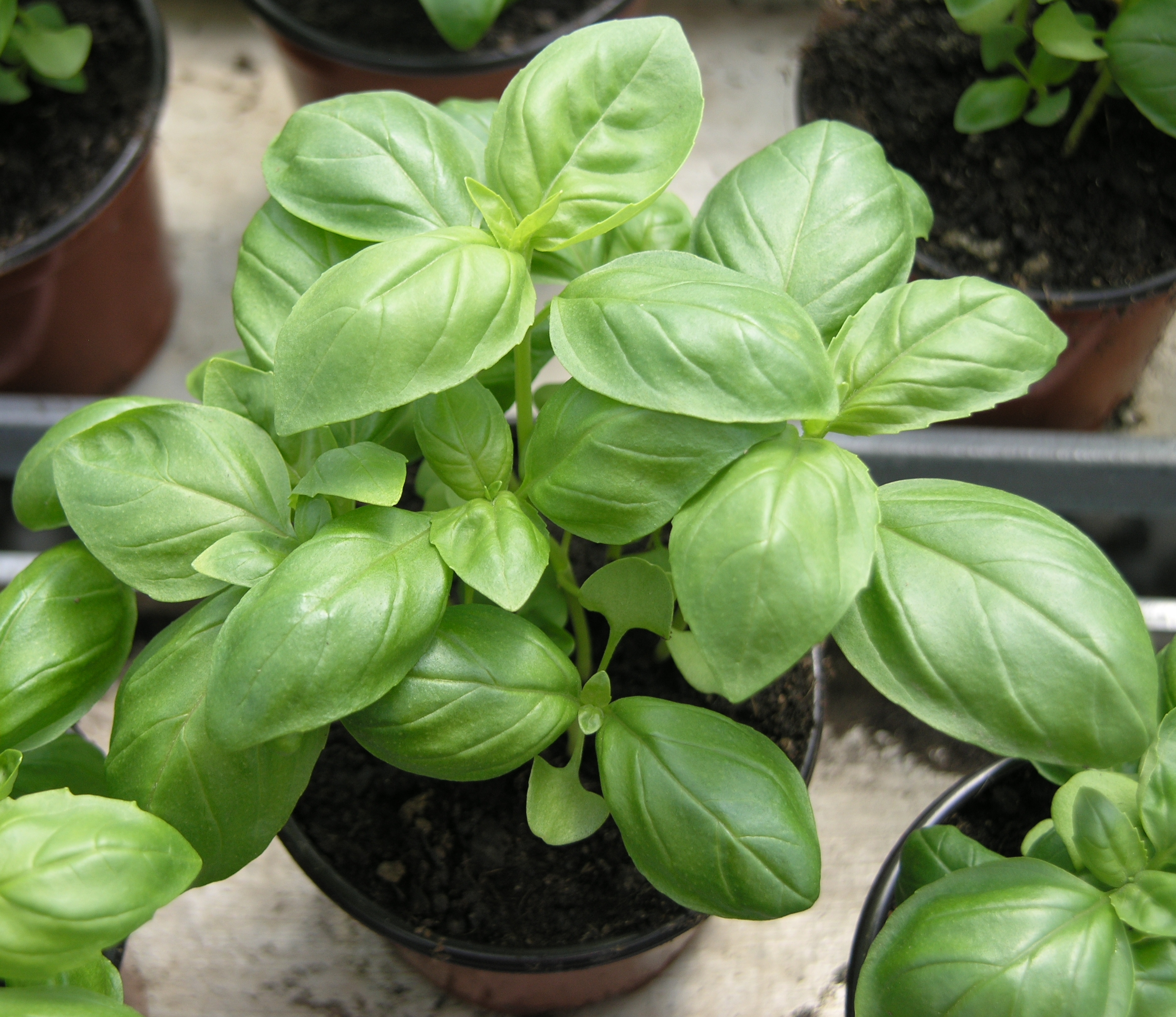
Basilic

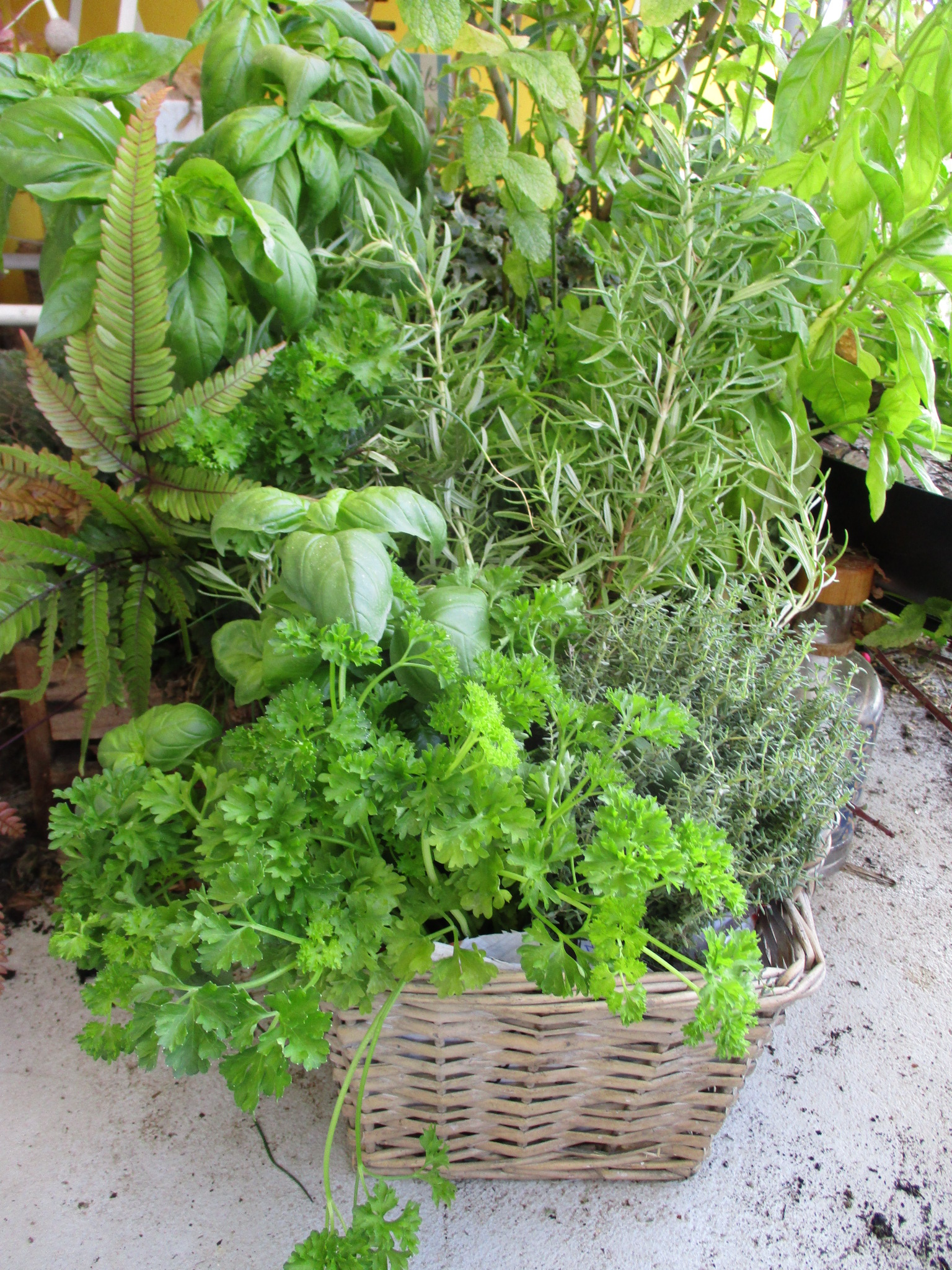
Corbeille d'herbes de Provence (thym, romarin, basilic, persil).

Ces plantes ont pendant longtemps fait uniquement l'objet d'une cueillette à l'état sauvage. Elles sont à ce jour de plus en plus cultivées par l'industrie agroalimentaire. À côté d'une production de jardin potager familiale, ou en pots sur les balcons, cette production organisée représente la moitié du marché.

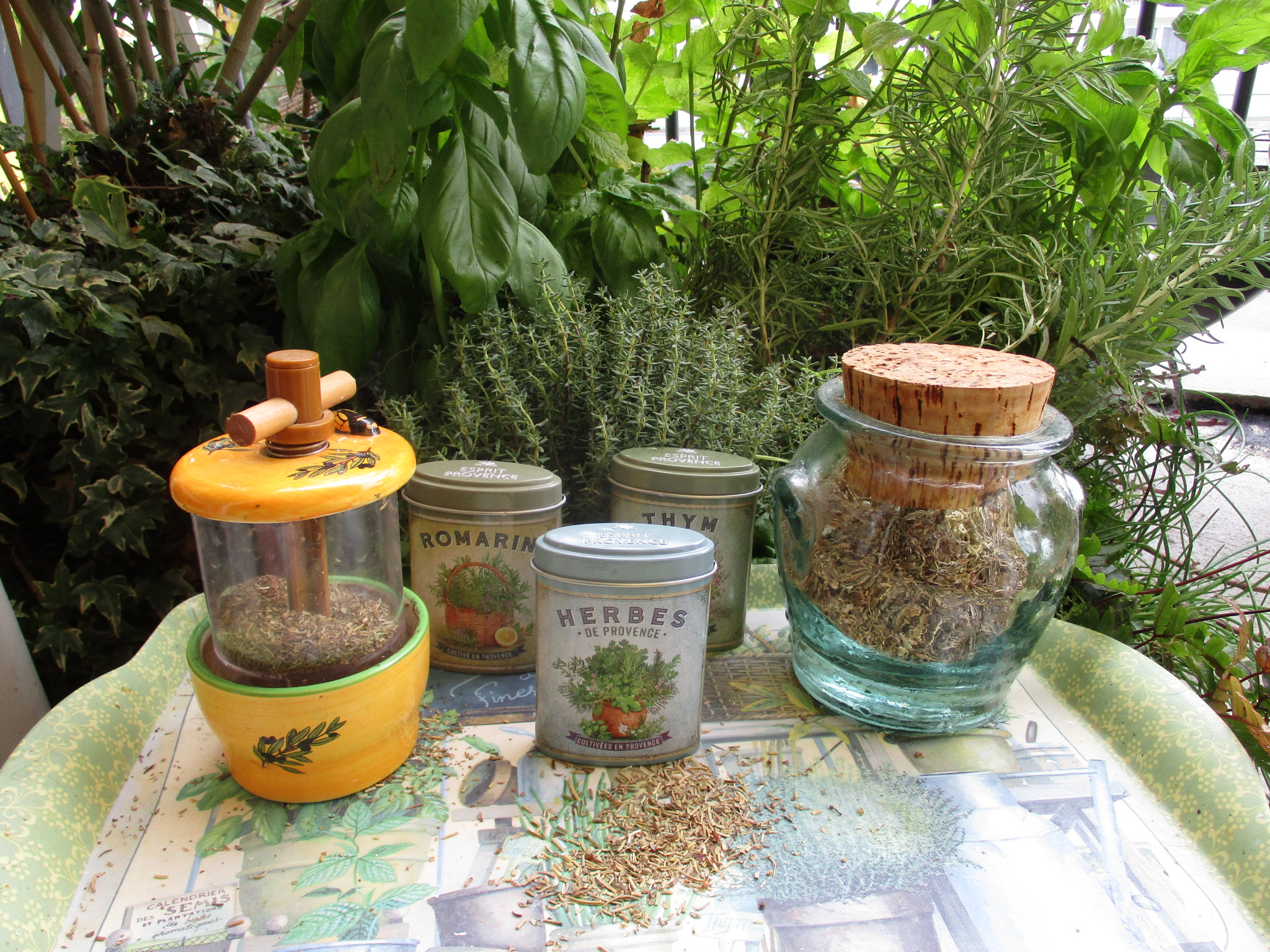
Herbes de Provence séchées.

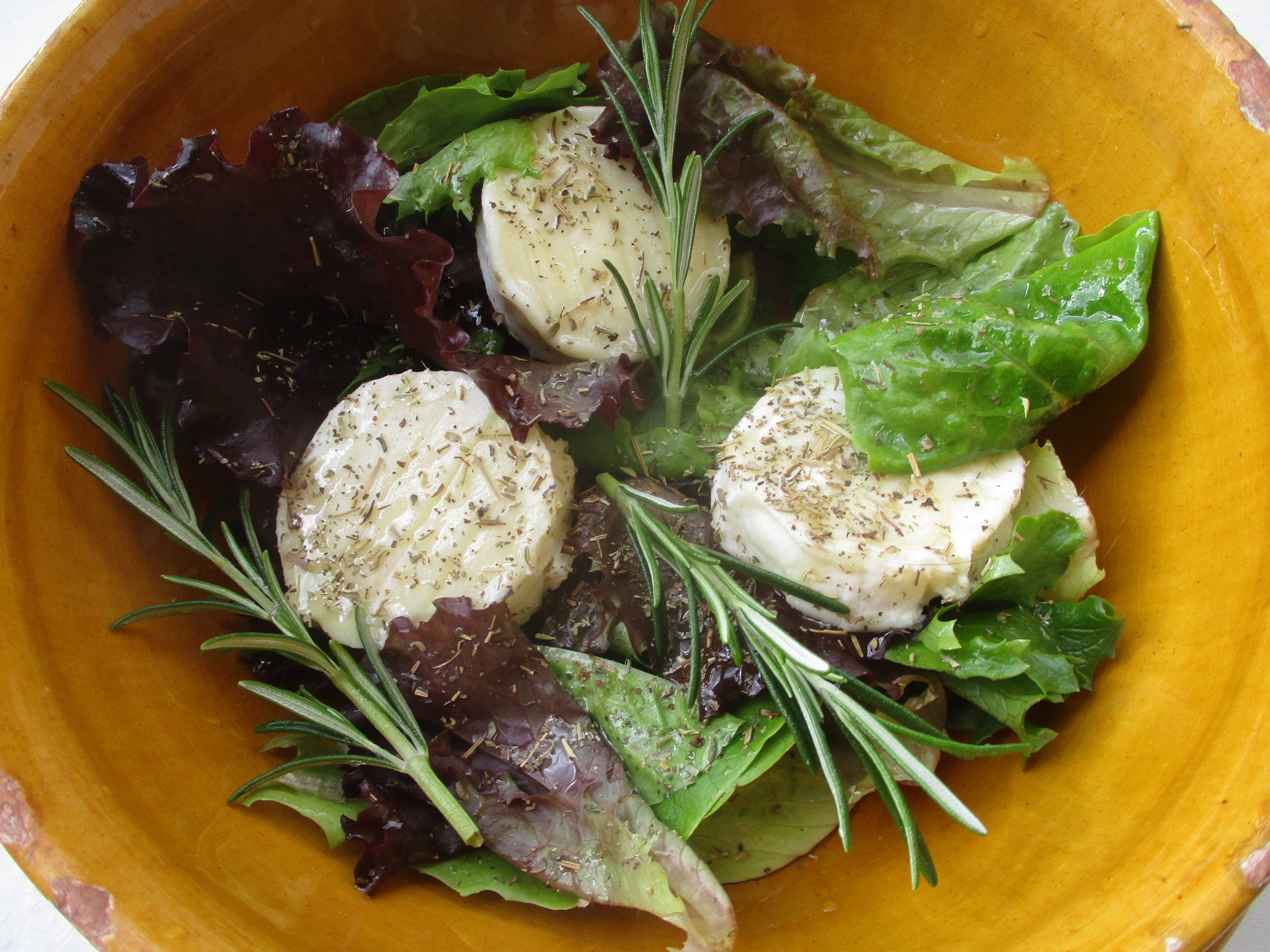
Salade de chèvre à l'huile d'olive et aux herbes de Provence, de la cuisine provençale.

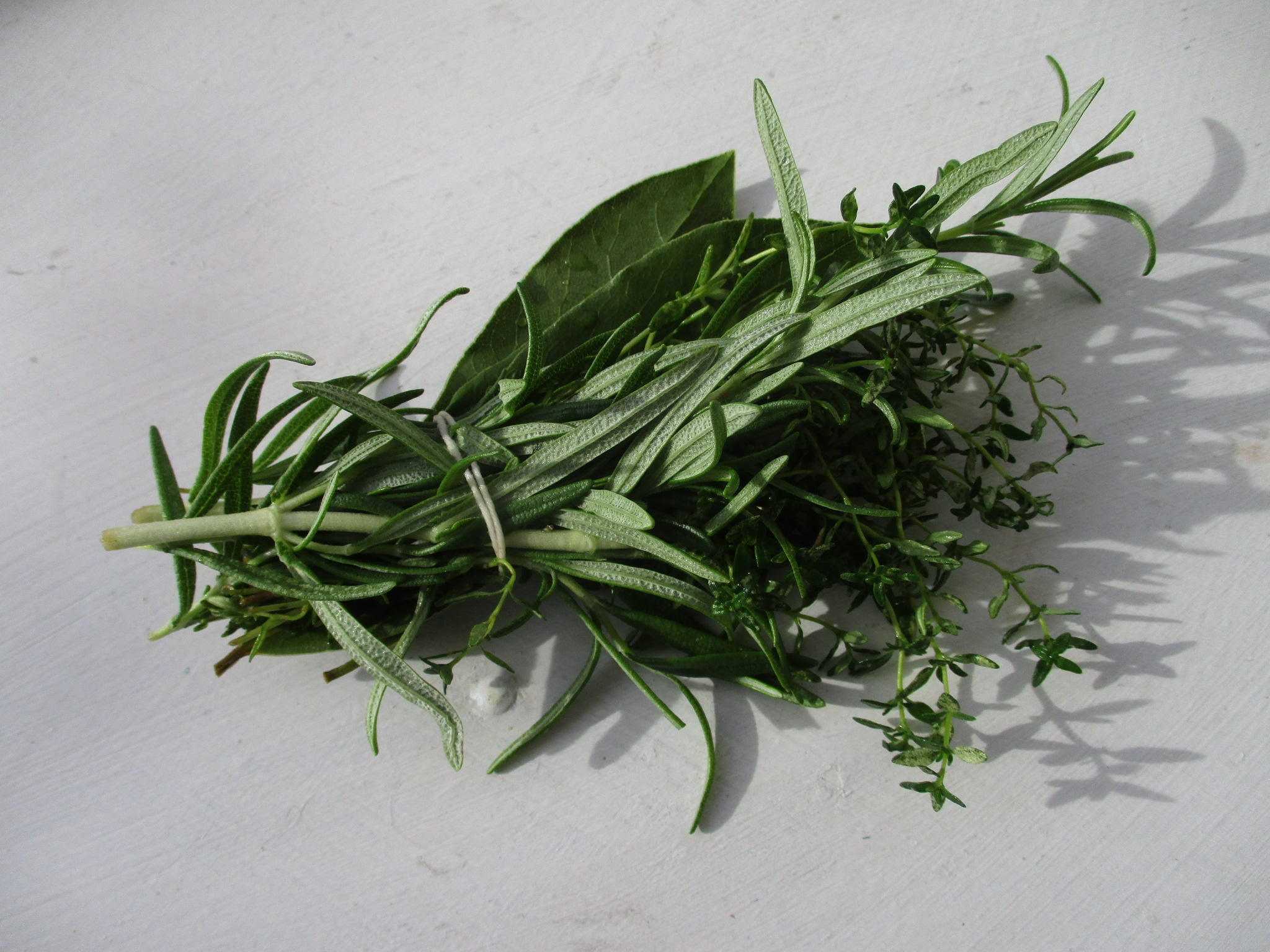
Bouquet garni de thym, laurier sauce, et romarin.

Seulement 10 % des herbes de Provence séchées (ou lyophilisées) vendues en France sont à ce jour produites en France. 95 % des mélanges dits « Herbes de Provence » proviennent à ce jour des pays d'Europe centrale et orientale (Pologne et Albanie en tête), du Maghreb, ou de Chine.
Leur négoce est le fait de sociétés marseillaises qui approvisionnent les usines de conditionnement et de distribution comme Ducros, Gyma ou le Dijonnais Amora Maille. Deux groupements de producteurs se sont constitués dans la région Provence-Alpes-Côte d'Azur.
La totalité de la récolte régionale, essentiellement concentrée en Haute-Provence, est absorbée par les usines de transformation qui commercialisent les herbes, soit séchées, soit congelées sous vide. Il n'existe aucun chiffre pour la commercialisation de ces herbes fraîches, mais leur présence massive sur les marchés provençaux, comtadins et niçois, a assuré la réputation de ceux-ci.

## Label rouge
La production d'herbes de Provence Label rouge de l’Institut national de l'origine et de la qualité (INAO), est une recette composée de 27 % de romarin, 27 % d'origan, 27 % de sarriette, 19 % de thym.

## Usage culinaire
Les herbes de Provence accompagnent grillades, sauces, ragoûts, rôtis, poissons, marinades, pâtes, et plats à base de tomates...

## Variantes
- Aromate
- Persillade
- Fines herbes
- Bouquet garni
- Plante aromatique
- Liste d'épices et aromates
- Liste de mélanges d'épices
- Épice et graine aromatique
- Herbes et aromates de cuisine
- Assaisonnements et condiments